# Zoltán Melis
Zoltán Melis (født 11. september 1947 i Budapest) er en ungarsk tidligere roer.

## Rokarriere
Melis roede i begyndelsen af sin karriere firer uden styrmand sammen med sin storebror Antal Melis, sin svoger József Csermely samt György Sarlós, hvoraf to (ikke brødrene) havde vundet EM-sølv i 1967. Med Melis-brødrene deltog båden derpå ved OL 1968 i Mexico City og vandt sit indledende heat. I finalen var det de østtyske verdens- og europamestre, der var stærkest og vandt guldet, mens Melis og hans båd fik sølv og Italien bronze.
OL-sølvvinderne deltog uændret ved EM i 1969 og vandt også her sølv.
Zoltán Melis kom senere med i den ungarske otter, der blev nummer fire ved EM i 1971, nummer syv ved OL 1972 i München og igen nummer fire ved EM i 1973.

## OL-medaljer
- 1968:  Sølv i firer uden styrmand